# Genazzano FCJ College
Genazzano FCJ College est un établissement catholique romain et pensionnat  pour filles, situé à Kew, une banlieue est de Melbourne, dans l'État de Victoria en Australie.
Fondé en 1889 par les Fidèles Compagnes de Jésus (FCJ Sisters), le collège a une politique d'inscription non sélective. En 2007, l'école a accueilli environ 1 000 élèves du centre d'apprentissage précoce à la 12e année, dont 40 pensionnaires de la 8e à la 12e année. 

## Histoire
Le Genazzano FCJ College a été fondé en 1889 comme pensionnat pour  filles par l'ordre des Fidèles Compagnes de Jésus (FCJ Sisters), en particulier Marie Madeleine D'Houet, en l'honneur de qui l'une des maisons de l'école est nommée, sur son site actuel à Kew  . Le nom provient de la ville de Genazzano en Italie

## Anciennes élèves notables
- Jane Kennedy – actrice, comédienne et productrice chez Working Dog Productions [3]
- Robyn Nevin AM – actrice ; directrice artistique/ PDG de la Sydney Theatre Company (a également fréquenté la Fahan School ) [4]
- Brenda Niall AO – biographe, critique littéraire et journaliste [5]
- Belle Bruce Reid – première femme vétérinaire diplômée en Australie
- Julia Zaetta – rédactrice en chef de Better Homes and Gardens, Pacific Magazines Pty Limited ; ancienne directrice éditoriale de The Australian Women's Weekly [6]
- Felicity Pia Hampel SC – juge à la Cour du comté de Victoria [7]
- Cate Molloy – Membre de l’Assemblée législative (indépendante) pour Noosa 2006; MLA ( ALP ) pour Noosa 2001–2006 [8]
- Sarah Banting – barreuse de l'équipe australienne féminine de huit ans et plus aux Jeux olympiques de Rio 2016
- Mary Parker – actrice
- Bernadette Tobin AO – éthicienne [9].